# Vladimir Valentinovich Menshov
Vladimir Valentinovich Menshov (tiếng Nga: Влади́мир Валенти́нович Меньшо́в; sinh ngày 17 tháng 9 năm 1939) là một diễn viên và đạo diễn điện ảnh của Liên Xô và Nga. Các bộ phim của ông chủ yếu phác họa chân dung của những dân thường hoặc những người thuộc tầng lớp lao động của Nga. Ông học diễn xuất và đạo diễn tại Học viện Kỹ thuật điện ảnh Gerasimov, học viện lâu đời nhất trên thế giới về lĩnh vực kỹ thuật điện ảnh. Mặc dù ông chủ yếu công tác trong ngành với vai trò là diễn viên, Menshov lại được công chúng biết đến nhiều nhất qua năm bộ phim mà ông đạo diễn, trong đó có bộ phim lừng danh mang tên Moskva không tin những giọt nước mắt (phát hành năm 1979), một bộ phim Xô Viết đoạt Giải Oscar cho phim ngoại ngữ hay nhất vào năm 1980. Nữ diễn viên chính của bộ phim này, Vera Valentinovna Alentova, cũng chính là vợ của Menshov. Con gái của họ, Yuliya Vladimirovna Menshova, cũng là một diễn viên có tiếng và là người dẫn chương trình của chương trình truyền hình Ya sama.
Ông mất ngày 5 tháng 7 năm 2021 vì COVID-19.

## Tiểu sử và sự nghiệp

### Đạo diễn
- Rozygrysh, 1976
- Moskva không tin những giọt nước mắt, 1979
- Liubov i golubi,1984
- Shirli-Myrli, 1995
- Zavist bogov, 2000

### Diễn viên
- Chelovek na svoyom meste, 1972
- Solyonyy pyos, 1973
- Poslednyaya vstrecha, 1974
- Ar-khi-me-dy!, 1975
- Sobstvennoye mneniye, 1976
- Skaz pro to, kak tsar Pyotr arapa zhenil, 1976
- Rozygrysh, 1976
- Fedia, 1978
- Gibloe delo, 1981
- Pod odnim nebom, 1982
- Yesli vrag ne sdayotsya..., 1982
- Magistral, 1983
- Lyubov i golubi, 1984
- Prosti, 1986
- Perekhvat, 1986
- God telyonka, 1986
- Kurer, 1987
- Gde nakhoditsya Nofelet?, 1987
- Kukolka, 1988
- Otche nash, 1989
- Gorod Zero, 1989
- Samoubiytsa, 1990
- Ivin A., 1990
- Abdulladzhan, ili posvyashchaetsya Stivenu Spilbergu, 1991
- Otdushina, 1991
- Depressiya, 1991
- Tướng quân, 1992 - đóng vai G. K. Zhukov
- Novyy Odeon, 1992
- V toy oblasti nebes, 1992
- Trotsky, 1993
- Russkiy regtaym, 1993
- Chtoby vyzhit, 1993
- Shirli-Myrli, 1995
- Tsarevich Aleksei, 1996
- Sochineniye ko dnyu pobedy, 1998
- 8 ½ $, 1999
- Kitayskiy serviz, 1999
- Spartak i Kalashnikov, 2002
- Nochnoy dozor, 2004
- Vremya sobirat' kamni, 2005
- Dnevnoy dozor, 2006
- Kod apokalipsisa, 2007
- 07-y menyaet kurs, 2007
- Cuộc tiễu trừ (Ликвидация), 2007 - đóng vai G. K. Zhukov
- Wow! (Generation P), 2009 (release date October, 2009) Based on the book, Generation "П", by Victor Pelevin

Danh sách này không đầy đủ, bạn cũng có thể giúp mở rộng danh sách.